# Escudo de Melilla
El escudo de Melilla es el escudo de la ciudad autónoma española de Melilla.

## Descripción
Consiste en las armas de la casa de Medina Sidonia, fue concedido por Real Decreto de Alfonso XIII el 11 de marzo de 1913, y refrendado por el presidente del Consejo de Ministros, Álvaro de Figueroa, Conde de Romanones. El escudo se basa en las armas de la casa de Medina Sidonia ya que Juan Alonso Pérez de Guzmán, tercer duque de Medina Sidonia, estuvo al frente de la expedición que conquistó la ciudad. El blasón que define al escudo de la ciudad de Melilla es el siguiente:

El escudo oficial de la ciudad es el de la Casa de Medina Sidonia. Tiene Corona Ducal que señorea Guzmán el Bueno en actitud de lanza un puñal desde el castillo de Tarifa. Lo sostienen las columnas del estrecho de Hércules, con la inscripción "Non Plus Ultra". Incluye, asimismo, armas sobre campo de azur, dos calderas jaqueladas en oro y gules, gringoladas de siete serpientes en sinople, puestas al palo, bordadura de las Armas Reales de Castilla y León, de nueve piezas de gules, con castillos de oro, alternadas, con nueve piezas de plata con leones de gules. También lleva divisa en su parte superior, detrás del castillo de Tarifa, una cinta alada con la leyenda "Praefere Patriam Liberis Parentem Decet" (Conviene anteponer la Patria a la familia), y al pie del Escudo, pero fuera de él, un dragón en sinople.
Boletín Oficial de la Ciudad de Melilla nº 4385 de 27 de marzo de 2007. p. 1167